# Ablage (Schifffahrt)
Ablage bezeichnete in der Schifffahrt einen Stapel- und Lagerplatz, auf dem beispielsweise Kohle (so in Ruhrort), Holz oder Getreide für die Weiterbeförderung per Schiff bereitgelegt wurde oder von See kommende Schiffe entladen wurden (z. B. auf der Ems in Halte bei Weener). Köln war ein großer Stapelplatz für den Umschlag von Oberländern auf Niederrheinsegler und umgekehrt. Sehr alt ist vermutlich auch die Ablage der vor 1050 Jahren gegründeten Stadt Pritzerbe an der Havel. Aus der Literatur bekannt ist Hankels Ablage bei Zeuthen an der Dahme. Stapelplätze besaßen oft keine Kaimauer und waren so für die Anlandung sowohl größerer als auch kleinerer Schiffe auf dem Strand geeignet. 
Auch Sammelplätze für Strandgut wurden als Ablage bezeichnet. Wurde die Ablage nicht mehr für ihren ursprünglichen Zweck benötigt, so entstanden nicht selten aufgrund der Strandlage öffentliche Badeplätze, wie die Bürgerablage in Berlin.
Oft besaßen Städte mit einer Ablage ein Stapelrecht. Bei diesem Recht mussten alle Schiffsladungen, die die Stadt passierten, erst für mehrere Tage zum Verkauf angeboten werden.